# هاري أرنولد
هاري أرنولد (بالسويدية: Harry Arnold)‏ هو موزع سويدي، ولد في 7 أغسطس 1920 في هلسينغبورغ في السويد، وتوفي في 2 نوفمبر 1971.

## وصلات خارجية
- هاري أرنولد على موقع IMDb (الإنجليزية)
- هاري أرنولد على موقع ميوزك برينز (الإنجليزية)
- هاري أرنولد على موقع أول موفي (الإنجليزية)
- هاري أرنولد على موقع قاعدة بيانات الأفلام السويدية (السويدية)
- هاري أرنولد على موقع أول ميوزيك (الإنجليزية)
- هاري أرنولد على موقع ديسكوغز (الإنجليزية)
- هاري أرنولد على موقع كينوبويسك (الروسية)